# Робърт Столороу
Робърт Столороу (на английски: Robert D. Stolorow) е американски психоаналитик, добре познат с работата си върху интерсубективната теория. Той е основател и аналитик в Института за съвременна психоанализа в Лос Анджелис и в Института за психоаналитично изследване на субективността в Ню Йорк.
Важните му книги включват: „Лица в облака“ (1979), „Психоаналитично лечение: Интерсубективен подход“ (1987).

## Публикации
- Stolorow, Robert D. (2007). Trauma and Human Existence: Autobiograpical, Psychoanalytic, and Philosophical Reflections. New York: Routledge.

- Stolorow, R. D., Atwood, G. E., & Orange, D. M. (2002), Worlds of Experience: Interweaving Philosophical and Clinical Dimensions in Psychoanalysis. New York: Basic Books.

|  | Тази страница частично или изцяло представлява превод на страницата Robert Stolorow в Уикипедия на английски. Оригиналният текст, както и този превод, са защитени от Лиценза „Криейтив Комънс – Признание – Споделяне на споделеното“, а за съдържание, създадено преди юни 2009 година – от Лиценза за свободна документация на ГНУ. Прегледайте историята на редакциите на оригиналната страница, както и на преводната страница, за да видите списъка на съавторите. ВАЖНО: Този шаблон се отнася единствено до авторските права върху съдържанието на статията. Добавянето му не отменя изискването да се посочват конкретни източници на твърденията, които да бъдат благонадеждни. |